# Lista över Ghanas premiärministrar
Ghanas premiärminister har tidvis varit landets regeringschef. Kwame Nkrumah var Ghanas premiärminister från självständigheten 1957 till 1960 då en ny konstitution trädde ikraft med ett presidentiellt statsskick, vilket innebar att premiärministerposten avskaffades och Nkrumah ledde regeringen som president. Efter en militärkupp 1966 tvingades Nkrumah att avgå och först 1969 kunde ett civilt styre återinföras med Kofi Busia som premiärminister. Denne tvingades avgå efter en ny militärkupp 1972 och 1979 återinfördes presidentiellt statsskick i Ghana.
| Namn          | Ämbetsperiod                       |
| ------------- | ---------------------------------- |
| Kwame Nkrumah | 6 mars 1957 – 1 juli 1960          |
| Kofi Busia    | 3 september 1969 – 13 januari 1972 |